# Häxprocessen i Bidford

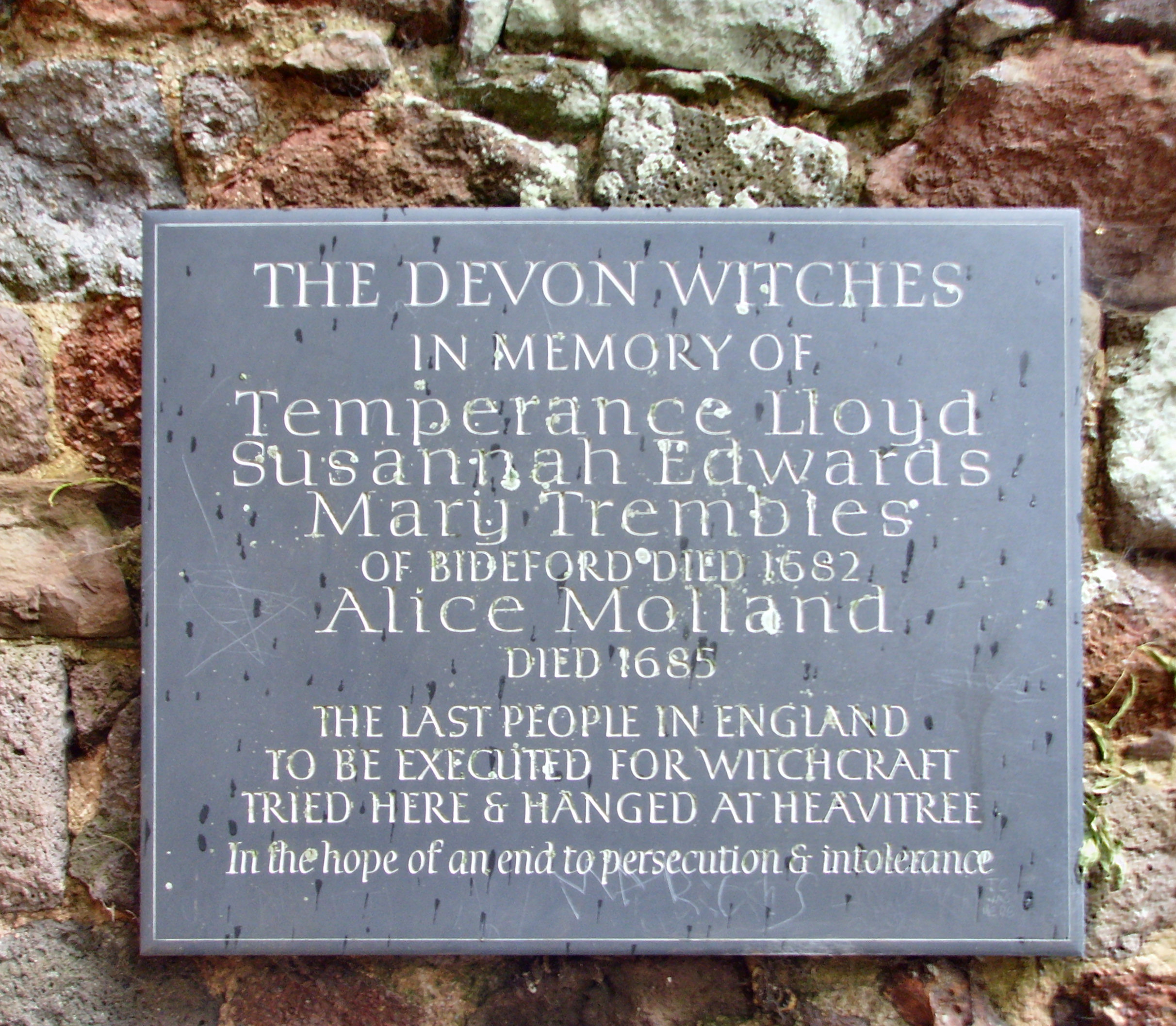
A plaque commemorating the executions on the wall of Rougemont Castle in Exeter.

Häxprocessen i Bidford ägde rum i Bideford i Devon i England 1682. Rättegången resulterade i avrättningen genom hängning av tre kvinnor för häxeri: Temperance Lloyd, Mary Trembles och Susannah Edwards. Deras avrättning har beskrivits som de sista bekräftade avrättningarna för häxeri i England. Senare avrättningar förekommer dock i själva verket, även om de är mindre kända och mer sparsamt dokumenterade.